# 6局防災プロジェクト
『6局防災プロジェクト』（ろっきょくぼうさいプロジェクト）は、日本のテレビジョン放送局であるNHKと民放キー局5局（日本テレビ・テレビ朝日・TBSテレビ・テレビ東京・フジテレビ）で、2021年から実施されている防災プロジェクトである。NHK民放6局防災プロジェクト、民放NHK6局防災プロジェクトとも表記される。
メインテーマ（合い言葉）は、2021年3月から2022年4月までは「キオク、ともに未来へ。」、2022年8月からは「#いのちともに守る」となっている。

## 経緯
NHKエンタープライズプロデューサーの浜野高宏によれば、このプロジェクトが発足した経緯は、NHKの2020年3月の番組『死者ゼロを目指す～メディアの壁を越えて～』を制作するにあたり、友人のディレクターからフジテレビの『わ・す・れ・な・い』の担当者を紹介してもらい、加えてヤフー、岩手めんこいテレビ、宮城県亘理町のFMあおぞらの担当者と協力したことがきっかけであった。収録後、「次は民放キー局全部集めよう！」と盛り上がり、フジテレビと手分けして各局に声をかけたところほぼ即答で参加の申し出があり、2020年秋にプロジェクトが本格的に始動した。コロナ禍であり打ち合わせはオンラインでおこなわれ、テーマは「キオク、ともに未来へ。」に決定し、東日本大震災から10年となる2021年3月に各局で放送が開始された。

## キオク、ともに未来へ。

### 2021年
東日本大震災（東北地方太平洋沖地震）の発生から10年となった2021年3月に、『キオク、ともに未来へ。』をテーマとした6局防災プロジェクトを始動させ、各局にて震災特別番組および防災特別番組が放送されたのが最初である。プロジェクトは「未来の命を守るため、過去の経験から学び、明日へつなげること」を目的とし、震災関連の映像素材の共有や、各局担当者らによる取材協力など、企画開発から番組制作まで局の垣根を越えての協力がおこなわれた。期間は3月6日から31日で、3月14日にNHKで放送された『あしたの命を守りたい～NHK民放　取材者たちの震災10年』では、史上初めて、6局のキャスターや記者が一同に集まっての討論番組がおこなわれた。司会は伊藤利尋（フジテレビ）、鈴木奈穂子（NHK）が担当した。
番組の最後では「あしたの命を守るため目指すべき3つの目標」として、
- 社会全体で災害アーカイブス構築を目指す
- 災害を自分ごとにする想像力を養う
- 被災者に寄り添い その経験を学ぶ

が提言された。そして「放送局の垣根を越えて社会全体で災害と教訓を伝えることが重要」として意見がまとまった。
これらの参加番組はTVerでも配信された。また、プロジェクト期間中は日本赤十字社と中央共同募金会への義援金の呼びかけも行われた。

### 2022年
2022年も3月6日から4月10日まで実施された。NHKで4月3日に放送された『明日をまもるナビ スペシャル「未来の命を救いたい」』では、再び6局のアナウンサーが集まっての討論がおこなわれた。司会は塚原愛（NHK）、伊藤利尋（フジテレビ）が担当し、コメンテーターとして大木聖子、各局からは井上二郎（NHK）、矢島学（日本テレビ）、山口豊（テレビ朝日）、井上貴博（TBSテレビ）、島田弘久（テレビ東京）、佐々木恭子（フジテレビ）が参加した。

## #いのちともに守る

### 2022年
2022年には翌年9月1日に関東大震災が100年の節目を迎えることから、新しいプロジェクト『#いのちともに守る』が立ち上げられた。期間は8月29日から9月4日で、首都直下地震などの大地震への備えを伝えるものであり、NHKと民放5局のアナウンサーが出演して制作された30秒の動画6本を、期間中、6局の番組・ニュース・ネット・イベントで展開するというものである。動画には高瀬耕造（NHK）、矢島学（日本テレビ）、松尾由美子（テレビ朝日）、井上貴博（TBS）、狩野恵里（テレビ東京）、木村拓也（フジテレビ）が参加した。

### 2023年
2023年も3月から9月まで、放送局の垣根を越えたキャンペーンとして展開した。4月2日にはNHKで「NHK民放6局防災“いのちともに守る”」が放送された。司会は塚原愛（NHK）、伊藤利尋（フジテレビ）が担当し、各局からは井上裕貴（NHK）、矢島学（日本テレビ）、山口豊（テレビ朝日）、井上貴博（TBS）、狩野恵里（テレビ東京）、木村拓也（フジテレビ）が参加した。番組内では各局のアナウンサーが参加した「リアル防災訓練」の模様も紹介された。
9月17日・18日には横浜国立大学で開催された内閣府などが主催する防災イベント「ぼうさいこくたい2023」に初出展し、6局のアナウンサーが出演するシンポジウムや、6局のキャラクターが集まっての子供向け防災教室、番組の上映や制作者による講演などがおこなわれた。
10月1日にはNHKで「NHK民放6局アナウンサーが大集結 みんなで守れ!未来のいのち」が放送された。司会は塚原愛（NHK）、伊藤利尋（フジテレビ）が担当し、ゲストに大木聖子、各局からは瀧川剛史（NHK）、矢島学（日本テレビ）、松尾由美子（テレビ朝日）、伊藤隆佑（TBS）、狩野恵里（テレビ東京）、木村拓也（フジテレビ）が参加した。

### 2024年
2024年もプロジェクトは実施され、4月7日にはNHKで「NHK民放6局防災プロジェクト4 被災地の声に耳を傾ける」が放送された。司会は片山千恵子（NHK）、伊藤利尋（フジテレビ）が担当し、各局からは今井翔馬（NHK）、中島芽生（日本テレビ）、山木翔遥（テレビ朝日）、日比麻音子（TBS）、田中瞳（テレビ東京）、木村拓也（フジテレビ）が参加した。

### 2025年
2025年は期間は3月7日から9月30日までとなる。キャンペーン動画も制作され、今井翔馬（NHK）、杉野真実（日本テレビ）、森山みなみ（テレビ朝日）、喜入友浩（TBS）、狩野恵里（テレビ東京）、高崎春（フジテレビ）が参加した。フジテレビではプロジェクトの一環として、アナウンサーによる『東北モノローグ』（いとうせいこう著）の朗読をおこなった。
4月13日にはNHK総合にて『明日をまもるナビ NHK民放6局防災プロジェクト いのちともに守るVol.5』が放送された。司会は伊藤利尋（フジテレビ）と寺門亜衣子（NHK）、専門家として大木聖子、パネラーとして災害・防災報道に関わってきた6局のアナウンサー、今井翔馬（NHK）、杉野真実（日本テレビ）、佐々木快（テレビ朝日）、喜入友浩（TBS）、狩野恵里（テレビ東京）、高崎春（フジテレビ）が出演した。

## 主な参加番組
主にNHKと民放5局がレギュラーで放送する報道番組および情報番組内で実施する一方、それ以外に放送する関連特別番組でも実施する。
TBSでは本プロジェクトと同時に「つなぐ、つながるプロジェクト」（TBSの各報道番組が参加する企画）を開始しており、その企画も本プロジェクトに参加する形で放送されている。

### NHK
- 『あしたの命を守りたい 〜NHK民放 取材者たちの震災10年〜』（2021年3月14日）[38]
- 『明日をまもるナビ・スペシャル 「未来の命を救いたい」』（2022年4月3日）[39]
- 『明日をまもるナビ NHK民放6局防災“いのちともに守る”』（2023年4月2日）[40]
- 『明日をまもるナビ NHK民放6局アナウンサーが大集結 みんなで守れ!未来のいのち』（2023年10月1日）[41]
- 『明日をまもるナビ NHK民放6局防災プロジェクト4 被災地の声に耳を傾ける』（2024年4月7日）[28]
- 『明日をまもるナビ NHK民放6局防災プロジェクト いのちともに守るVol.5』（2025年4月13日）[42]

### 日本テレビ
- 『NNN未来へのチカラ ミヤネ屋×every.×zero×バンキシャ!特別版』（2021年3月11日）[38]
- 『news every. 〜藤井キャスターが見つめた11年間…そしてこれから〜』（2022年3月11日）[43]
- 『NNN特別版 every.×バンキシャ！ 3.11から12年 いのちを守る新知識』（2023年3月11日）[44]
- 『Oha!4 NEWS LIVE』（2024年3月11日）[30]
- 『news every.』（2024年3月11日）[30]
- 『news zero』（2024年3月7・8・11日）[30]
- 『真相報道バンキシャ！』（2024年3月10日）[30]

### テレビ朝日
- 『あの日から10年〜東日本大震災 スーパーJチャンネルSP』（2021年3月11日）[38]
- 『大下容子ワイド!スクランブル 拡大SP 〜必ず起きる大災害 命を守る備えとは〜』（2022年3月11日）[43]
- 『スーパーJチャンネル』（2023年3月9日）[44]
- 『ANN報道特別番組　東日本大震災から12年　～未来へ つなげる～』（2023年3月11日）[44]
- 『ANNニュース 関東大震災100年企画～今我々が学ぶべきこと』（2023年8月26日 - 9月2日）[45]
- 『スーパーJチャンネル 関東大震災100年～112歳女性に聞く 津波の記憶～』（2023年8月31日）[45]
- 『東日本大震災から13年「能登とつながる」～被災者から被災者へ～』（2024年3月11日）[30]

### TBSテレビ
- 『つなぐ、つながるSP』（2021年3月6日）[38]
- 『Nスタスペシャル・東日本大震災10年〜つなぐ、つながる〜』（2021年3月11日）[38]
- 『NスタSP 東日本大震災11年 つなぐ、つながる』（2022年3月11日）[43]
- 『東日本大震災12年 Nスタ つなぐ、つながるSP“いのち”』（2023年3月11日）[44]
- 『関東大震災100年　あす巨大地震が来たら』（2023年9月1日）[46]
- 『東日本大震災13年 Nスタ つなぐ、つながる SP ～いのち～』（2024年3月10日）[30]

### テレビ東京
- 『ザ・ドキュメンタリー「海の声が聞こえますか 東日本大震災から10年」』（2021年3月8日）[38]
- 『ガイアの夜明け 3.11を忘れず 今を生きる』（2023年3月10日）[44]
- 『ガイアの夜明け 自然災害に立ち向かう！～大地震・豪雨…命を守る最前線～』（2023年9月1日）[46]
- 『ガイアの夜明け ふるさとを諦めない！～震災から13年 復興への道～』（2024年3月8日）[30]

### フジテレビ
- 『わ・す・れ・な・い 未来へ…10年目の総検証』（2021年3月11日）[38]
- 『わ・す・れ・な・い 行動検証 巨大地震その時…』（2022年3月11日）[47]
- 『わ・す・れ・な・い 映像教訓 巨大地震から生き延びる』（2023年3月11日）[44]
- 『イット!×わ・す・れ・な・い特別編 関東大震災100年の真実～検証 首都に迫る危機から命守るために』（2023年9月3日）[46]
- 『FNN特別番組 東日本大震災から13年 「震度7 “犠牲者ゼロ”の街」』（2024年3月11日）[30]
- 『わ・す・れ・な・い 巨大地震再び･･･教訓は生きたのか』（2024年3月11日）[30]
- 『わ・す・れ・な・い～福島と能登～語り継ぐ震災の記憶』（2025年3月11日）[35]